# Endre Hellestveit
Endre Hellestveit, född 7 augusti 1976 i Kvinnherad i Hordaland, Norge, är en norsk skådespelare.
Hellestveit spelar rollen som Jan Isachsen i filmserien om Varg Veum.
Han har en son född 2006 från ett tidigare förhållande med skådespelaren Agnes Kittelsen.

## Filmografi (urval)
- 2002 – Himmelfall
- 2007 – Varg Veum – Bittra blomster
- 2008 – Varg Veum – Begravda hundar
- 2008 – Varg Veum – Kvinnan i kylskåpet
- 2008 – Varg Veum – Fallna änglar
- 2008 – Varg Veum – Din till döden
- 2008 – Varg Veum – Törnrosa
- 2010 – Fritt vilt III